# Gonatopus formicicolus
Gonatopus formicicolus är en stekelart som först beskrevs av Richards 1939.  Gonatopus formicicolus ingår i släktet Gonatopus, och familjen stritsäcksteklar. Arten har ej påträffats i Sverige.